# Ayódar
Ayódar – gmina w Hiszpanii, w prowincji Castellón, we wspólnocie autonomicznej Walencja, o powierzchni 24,36 km². W 2011 roku liczyła 206 mieszkańców.